# 裕民街道 (青铜峡市)
裕民街道，是中华人民共和国宁夏回族自治区吴忠市青铜峡市下辖的一个乡镇级行政单位。

## 行政区划
裕民街道下辖以下地区：
西街社区、东街社区、南街社区、南苑社区、汉延社区、紫薇社区、怡园社区和北苑社区。